# Sexuality (album van Sébastien Tellier)
Sexuality is het derde studioalbum van de Franse zanger Sébastien Tellier, uitgebracht op 25 februari 2008 door Record Makers en Lucky Number Music. Het werd geproduceerd door Guy-Manuel de Homem-Christo, die vooral bekend is als een van de leden van Daft Punk.

## Achtergrond
Sexuality is het eerste album van Tellier dat hij niet zelf produceerde. Toen de Homem-Christo werd gevraagd om het album te produceren, was hij gevleid en stemde hij er onmiddellijk mee in. Hij noemde Tellier "misschien wel de beste zanger en componist van Frankrijk vandaag de dag".
Het eerste nummer dat de twee voor het album creëerden, was 'Sexual Sportwear', waarvan een kort fragment werd gedeeld op Myspace. Tellier beschreef het instrumentale nummer als "een directe combinatie van wat ik eerder deed en wat Guy-Man kan doen". Over de titel zei hij: "In mijn eigen seksuele fantasieën denk ik altijd aan vrouwen in sportkleding. Die trek ik liever uit dan dat ik hun rok omhoog doe."
Tellier omschreef het album als elektronisch en "intellectuele R&B", als "de grote verleider met het gebroken hart", en stelde dat de stijl anders is dan de twee muzikanten ooit maakten.
Met het nummer 'Divine' vertegenwoordigde Tellier zijn thuisland Frankrijk op het Eurovisiesongfestival 2008. Met 47 punten eindigde hij op de 19de plaats.
In 2012 trouwde Tellier met Amandine de la Richardière, die aan 'Divine' meewerkte en in 'Kilometer' en 'Pomme' al kreunend en hijgend te horen is.

## Tracklist
1. Roche
2. Kilometer
3. Look
4. Divine
5. Pomme
6. Une heure
7. Sexual Sportswear
8. Elle
9. Fingers of Steel
10. Manty
11. L'amour et la violence